# Doorwerth
Doorwerth is een dorp in de gemeente Renkum in de Nederlandse provincie Gelderland, net ten westen van de stad Arnhem.

## Ligging
Het dorp ligt tegen en op een stuwwal langs de Rijn, die gevormd is in de voorlaatste ijstijd. De stuwwal is de zuidelijke grens van de Veluwe. Doorwerth ligt voornamelijk in de bossen, waaronder de Cardanusbossen ten noorden en westen van de plaats. Doordat bebouwing en bos elkaar afwisselen, zijn deze bossen bepalend voor de identiteit van deze plaats.

## Geschiedenis

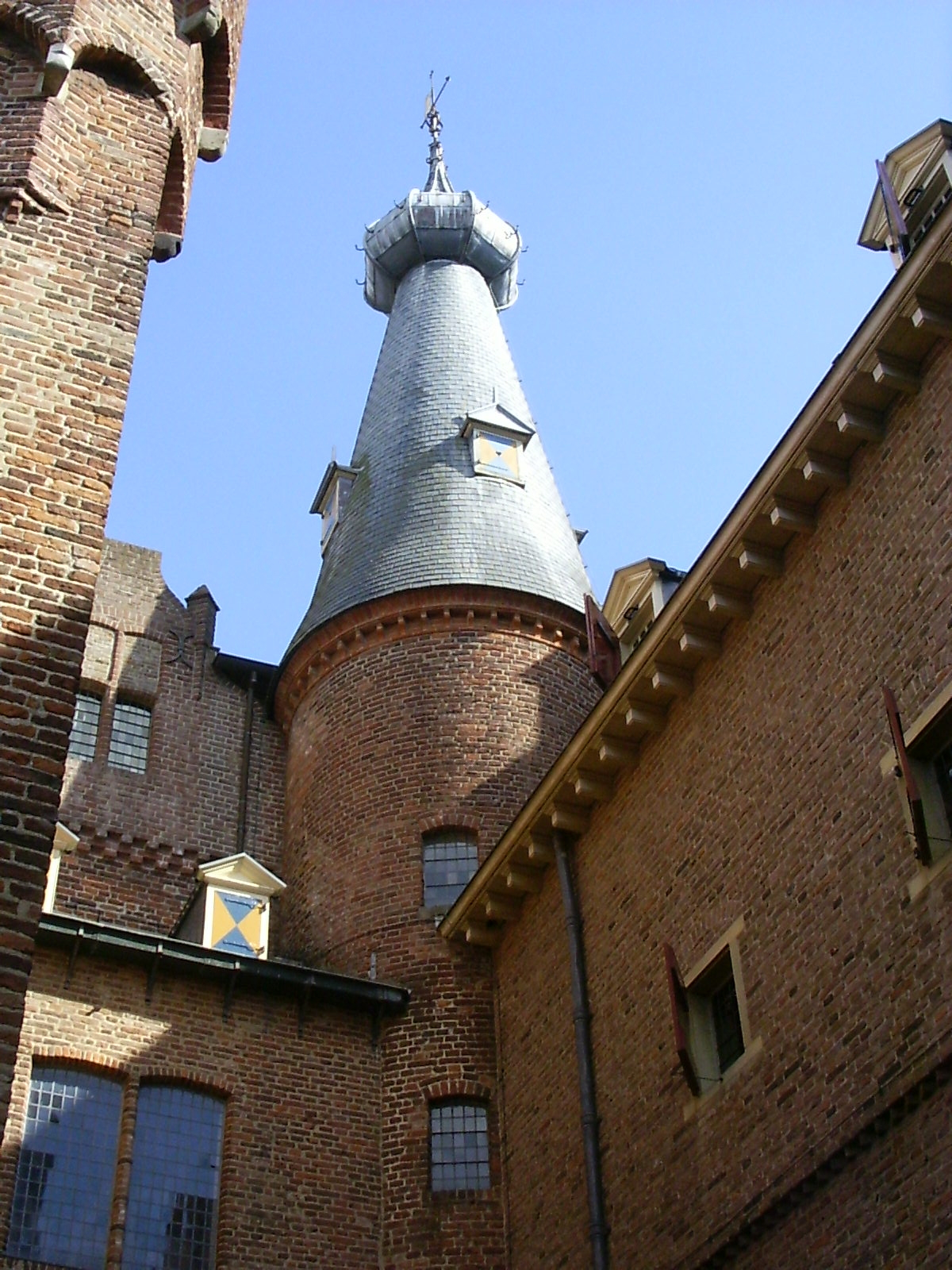
Torentje van Kasteel Doorwerth

Het dal van de Seelbeek bij Doorwerth is al bewoond sinds de prehistorie. De geschiedenis van het huidige Doorwerth begint echter in de Middeleeuwen toen eerst de Hunnenschans, een vroeg middeleeuwse rondburcht, en later Kasteel Doorwerth werden gebouwd. Het dorp Doorwerth is vernoemd naar de Heerlickheid Dorenweerd die rondom het kasteel lag. Het dorp was de nederzetting waar het personeel van Kasteel Doorwerth woonde, alsmede een aantal pachters die land of tolrecht pachtten van de heren van Doorwerth. Destijds lag het dorp in de nabijheid van Kasteel Doorwerth rondom de Fonteinallee. De Fonteinallee, die precies loopt over de grens van de Veluwe en het rivierengebied, was vroeger een belangrijke route tussen Oosterbeek en Wageningen. De meeste gebouwen van het oude dorp, behalve het tolhuisje bij Heveadorp, zijn bij de Slag om Arnhem verloren gegaan.
Ten zuiden van Doorwerth lag de Hof te Seelbeek, waarvan in 839 al melding was gemaakt.
Op 1 januari 1812 werd Doorwerth bij de gemeente Oosterbeek gevoegd. Op 1 januari 1818 werd de gemeente Oosterbeek gesplitst in twee nieuwe gemeenten: Renkum en Doorwerth. Op 1 mei 1923 werd de gemeente Doorwerth opgeheven en bij Renkum gevoegd. De gemeente Doorwerth strekte zich uit tot en met het oude kerkje van Heelsum. De huidige kern van Doorwerth boven op de stuwwal ontstond vanaf 1923, toen de Van der Molenallee werd aangelegd. In 1924 kwam een tramlijn tot stand, die Kievitsdel via Oosterbeek-Laag verbond met Arnhem. Deze was tot in de oorlog in bedrijf.
In het dal van de Seelbeek werd in 1916 Heveadorp gebouwd, dat sinds 2010 een eigen postcode en de status van woonplaats heeft.

## Kasteel Doorwerth

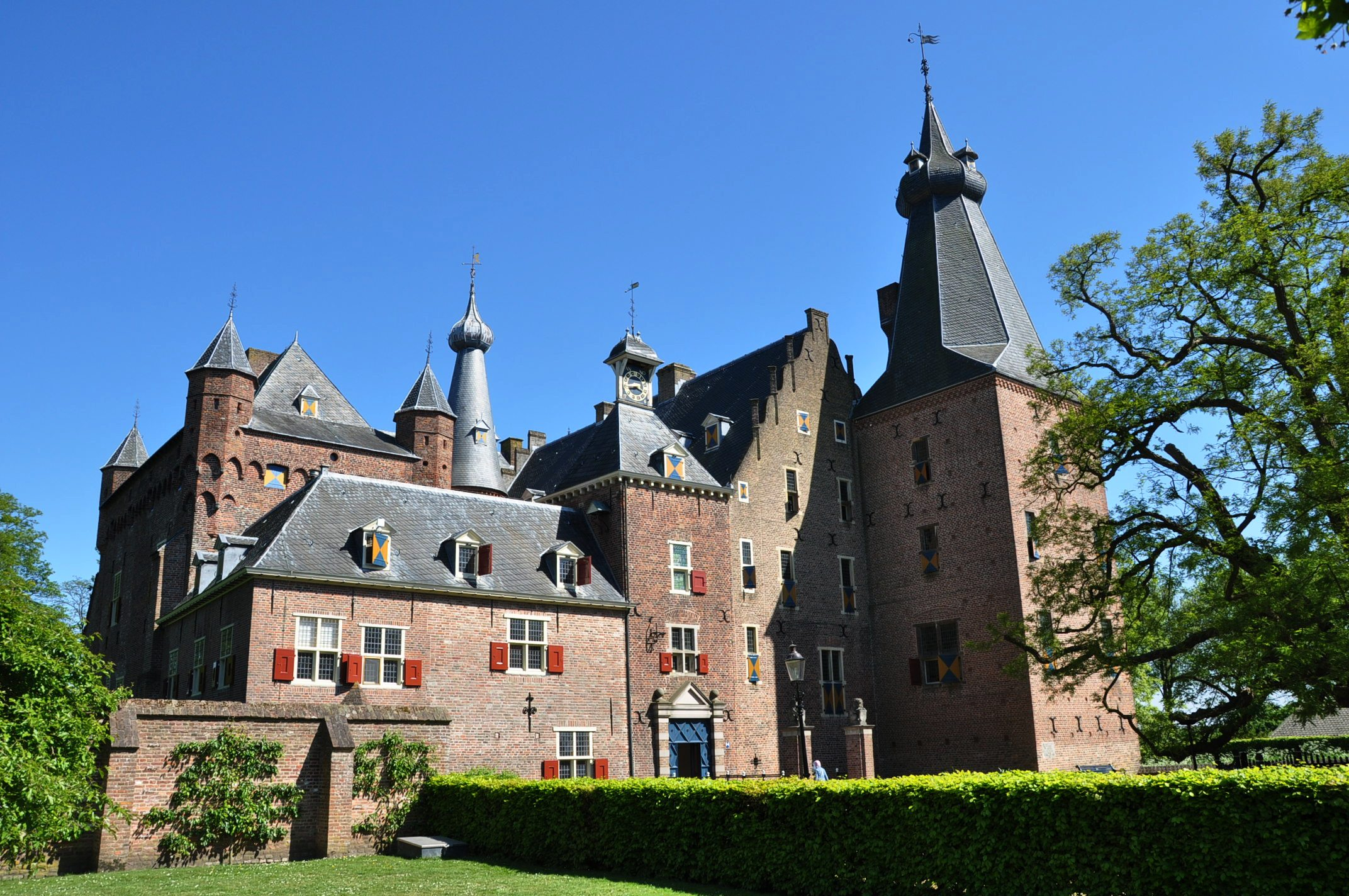
Kasteel Doorwerth

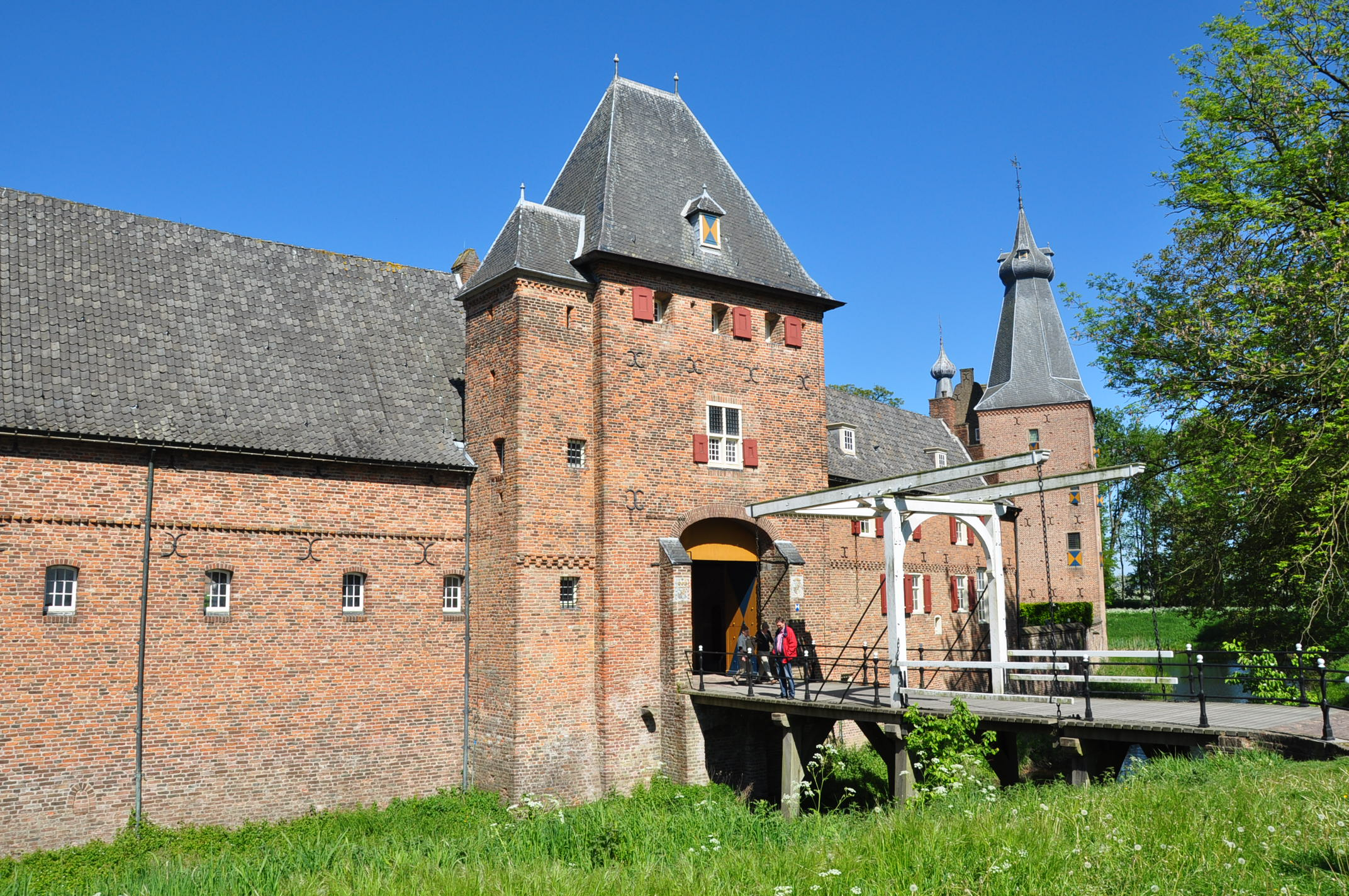
Toegangspoort Kasteel Doorwerth

In de uiterwaarden van de Rijn ligt Kasteel Doorwerth. Het kasteel is een waterburcht in de uiterwaarden van de Rijn, nabij de stuwwal waar die de zuidelijke begrenzing van de Veluwe markeert. Schriftelijke bronnen noemen het kasteel voor het eerst in 1260, toen het door de heer van Vianen werd belegerd en in brand gestoken. Het oudste deel bestaat uit een rechthoekige woontoren van circa 10 bij 15 meter, die oorspronkelijk omgracht was en nu nog is te herkennen als de huidige oostvleugel, en werd in de decennia na 1260 gebouwd.
In dit kasteel zijn het natuur- en jachtmuseum en Museum Veluwezoom gevestigd. Het geheel gerestaureerde kasteel is (2004) op bepaalde tijden te bezichtigen. Ook is het mogelijk om in de karakteristieke Ridderzaal te trouwen. Het kasteel is vanuit het dorp te voet en per fiets bereikbaar via de Italiaanseweg, een weg met behoorlijke hoogteverschillen en twee haarspeldbochten. Baron van Brakell liet de weg in 1848 aanleggen om zijn kasteel te verbinden met de Utrechtseweg en het op zijn initiatief gebouwde station Wolfheze.
Op de binnenplaats van het kasteel staat de oudste robinia van Nederland, die volgens de overlevering in 1678 geplant is. Deze boom heeft flink geleden onder granaatvuur in de Tweede Wereldoorlog, maar heeft zich na de oorlog goed hersteld.

## Toerisme
In het verleden was Doorwerth een belangrijke bestemming van toeristen. Veel schoolkinderen bezochten de Westerbouwing en het heuvelachtige landschap rondom de Italiaanseweg trekt bezoekers. Doorwerth was een van de eerste plaatsen in Nederland met een golfslagbad, genaamd De Branding. Het werd gebouwd in 1934.
Behalve de musea in het kasteel is in Doorwerth sinds 2006 het Apothekersmuseum Kisters gevestigd.

## Doorwerthse architectuur: de integratie van mens en natuur

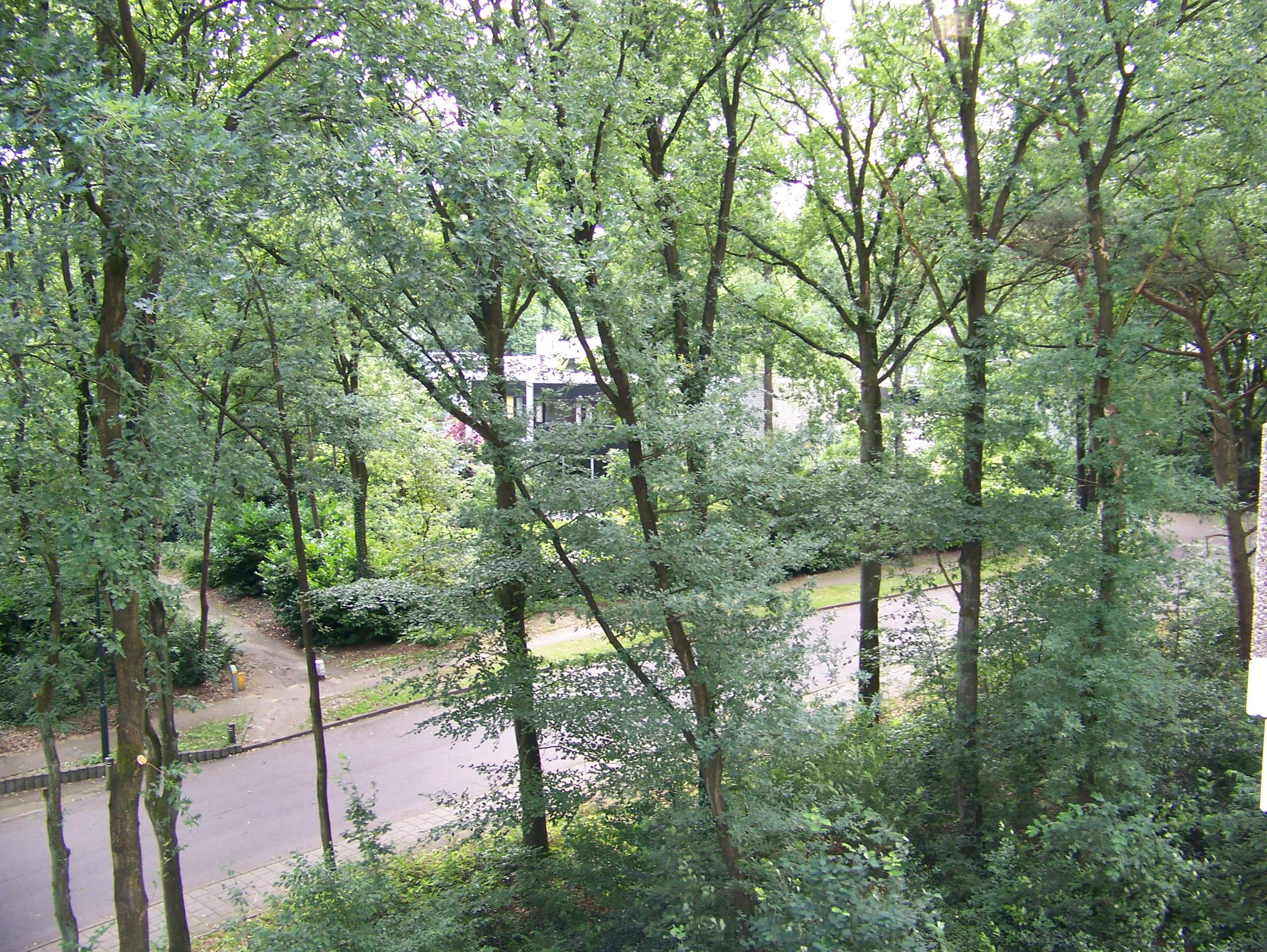
Typisch voor Doorwerth is de integratie tussen menselijke architectuur en natuur. Dit zijn enkele "clusterwoningen". Te zien valt dat deze laagbouw wordt afgewisseld met bos

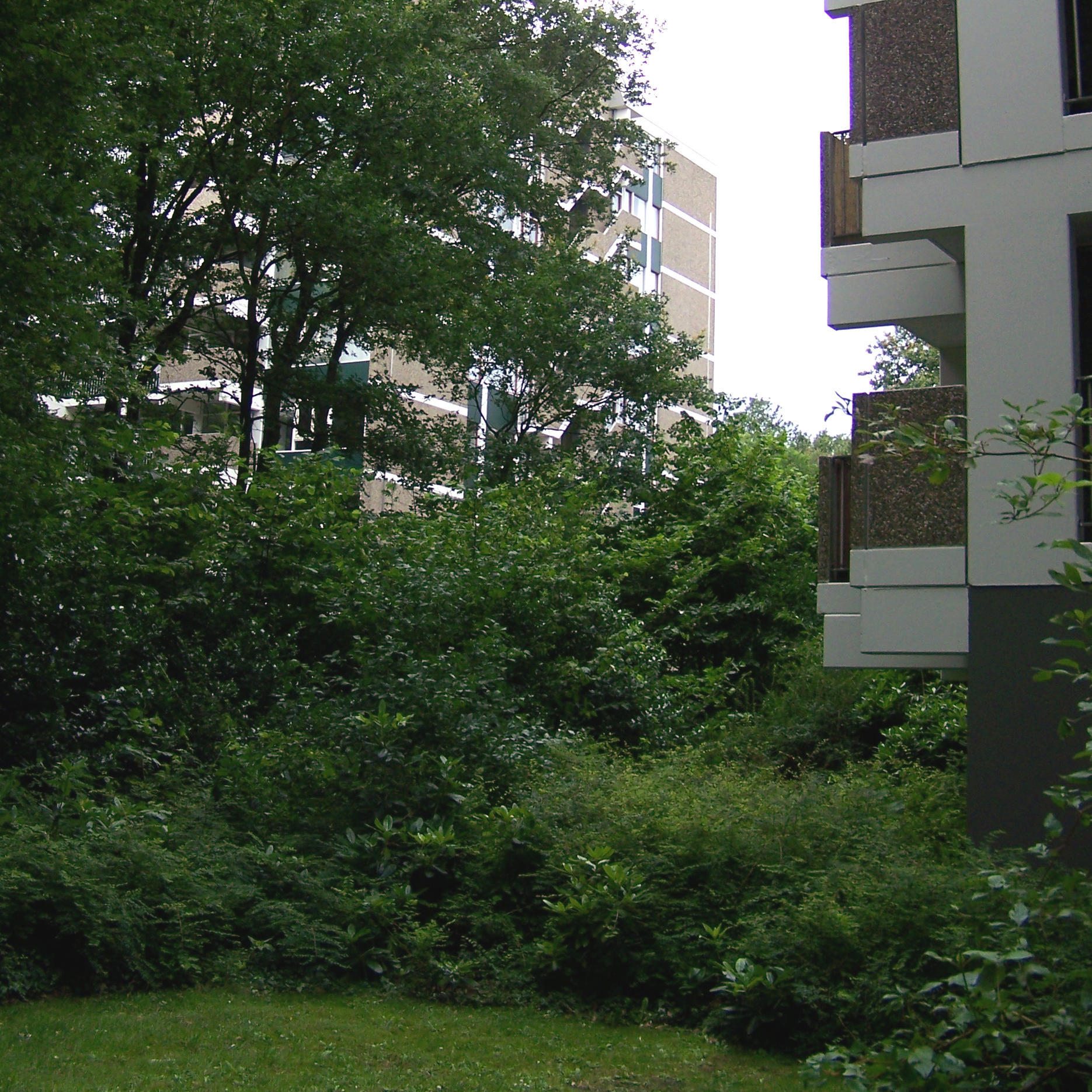
Deze hoogbouw is een ander voorbeeld van typisch Doorwerthse architectuur. Terwijl de gebouwen zelf qua architectuur niet zo bijzonder zijn, maken zij deel uit van een landschap waarin Veluws eikenbos en menselijke bebouwing met elkaar verweven zijn.

Het huidige dorp Doorwerth is een modern dorp. Een groot deel van dorp bestaat vooral uit in de bossen gelegen villa's die gebouwd zijn vanaf de jaren 1920.
In de jaren 1970 zijn er nieuwere delen aangelegd waarbij men heeft geprobeerd hoogbouw en woonhuizen te integreren met de natuur. De stedenbouwkundige Van Embden maakte dit idee concreet door een strikte scheiding tussen wonen, recreëren en verkeer aan te brengen, geheel volgens de CIAM-gedachte. Hierbij zijn tussen de bebouwing stroken bos blijven bestaan. Ook grenzen de straten niet rechtstreeks aan de bebouwing, zodat eenieder die zich door Doorwerth beweegt voortdurend door het bos wandelt, fietst of rijdt. Hierdoor hebben de bewoners het gevoel in het bos te wonen. In tegenstelling tot in een open landschap valt niet op dat men in een gebied woont met veel menselijke activiteit.
In de hoogbouw is dat experiment geslaagd, bij de laagbouw kost het de Gemeente Renkum af en toe grote moeite om "landjepik" te voorkomen: bewoners van de laagbouw blijken massaal hun tuinen uit te breiden in het bos. In 2004 is het gekomen tot rechtszaken die de gemeente grotendeels heeft gewonnen. In enkele gevallen konden de inwoners aantonen al meer dan 20 jaar een bepaald gebied in bezit te hebben.
Tussen 2005 en 2008 is tussen de Houtsniplaan en de Berkenlaan de nieuwe wijk Tussen de Lanen verrezen. Deze wijk is ontworpen, wederom in combinatie van menselijke bebouwing geïntegreerd met natuur. Tussen de laag- en hoogbouw van deze wijk zijn de eikenbomen blijven staan en her en der zijn nieuwe bomen aangeplant. De daken van de gebouwen zijn begroeid met mos en sedumsoorten. Ook bevinden zich in deze wijk zogenaamde 'wadi's' waarin regenwater wordt opgevangen.
Sinds 1991 is het Dorenweerd College gevestigd in de bosrijke omgeving van Doorwerth. Het is fusie van diverse educatieve instellingen in Renkum.

## Bekende inwoners

### Geboren in Doorwerth
- Frans Rothuizen (1881-1954), architect
- Henk de Jonge (1916-2010), militair en verzetsstrijder
- Peter Kilsdonk (1954), architect
- Stephan Brenninkmeijer (1964), filmregisseur

### Overleden in Doorwerth
Gerangschikt op geboortejaar
- Willem Scheffer (1846-1917), ondernemer
- Hendrik Jan van Braambeek (1880-1960), vakbondsbestuurder en politicus
- Marinus Vooren (1889-1980), kolonel der infanterie (KNIL) en Riddeer MWO
- Johannes Best (1893-1990), burgemeester
- Jan van Groenendael (1896-1980), Nederlands arts en entomoloog
- Jan Bresser (1899-1973), violist
- Cees Kelk (1901-1981), letterkundige
- Jan Voorhoeve (1901-1990), burgemeester
- Johannes Franciscus Reith (1902-1990), farmaceut en hoogleraar in Utrecht
- Charles van Baar van Slangenburgh (1902-1978), voetballer
- Hendrik Wytema (1906-1974), burgemeester en verzetsman
- Johan Schmitz (1909-1991), acteur
- Cor van der Hooft (1910-1994), burgemeester
- Herman Strategier (1912-1988), componist, dirigent
- Eka Thoden van Velzen (1915-1993), schilder en beeldhouwer
- Peter Aryans (1918-2001), acteur
- Hans G. Kresse (1921-1992), striptekenaar
- Gerrit Jan Heijn (1931-1987), zakenman, vermoord na ontvoering